# Cabo Charles

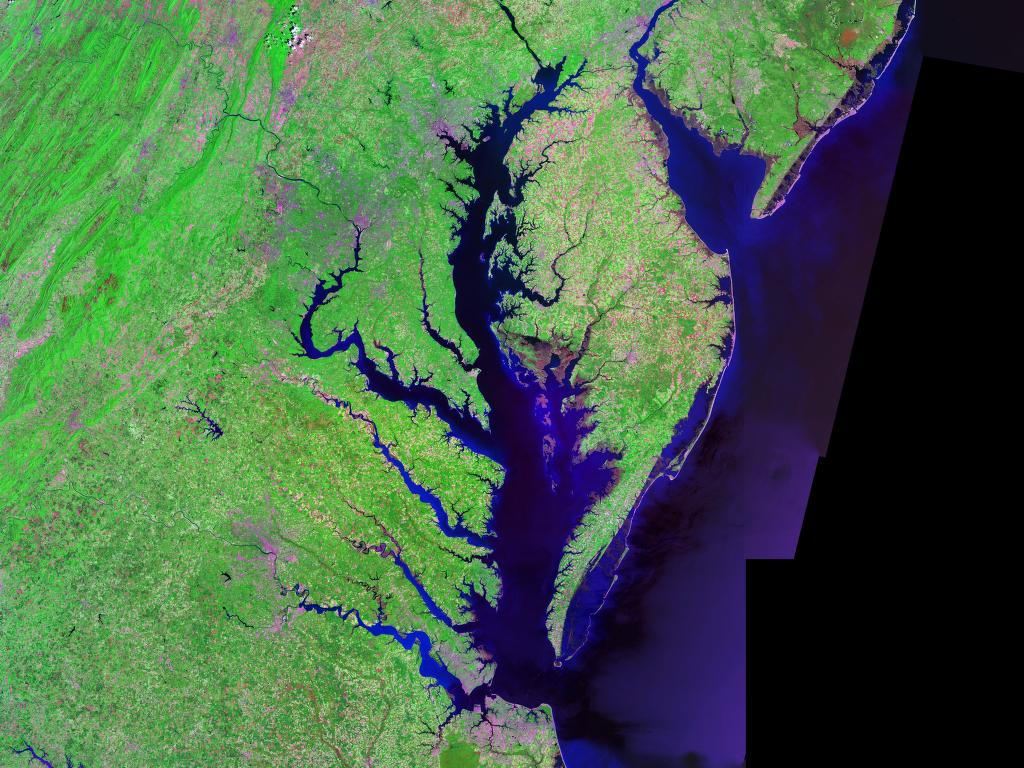
Vista de la bahía de Chesapeake. El cabo Charles es el extremo de la parte oeste, el extremo norte de la entrada a la bahía.

El cabo Charles (Inglés: Cape Charles) es un cabo situado en el condado de Northampton, Virginia, Estados Unidos. Se encuentra en el extremo sur del condado, en el lado este de la bahía de Chesapeake, siendo la parte norte de la entrada a esta.
El cabo Henry, que forma el lado sur de la entrada a la bahía, y el cabo Charles son conocidos conjuntamente como los cabos de Virginia.